# Stiftungsprofessur
Eine Stiftungsprofessur ist eine Professur, die nicht oder nicht ausschließlich aus dem Grundhaushalt einer Hochschule bezahlt wird, sondern ganz oder teilweise von einem Drittmittelgeber finanziert wird. Stiftungsprofessuren werden manchmal von Stiftungen wie der VolkswagenStiftung, dem Stifterverband für die deutsche Wissenschaft oder von Unternehmen gestiftet. Meist sind diese Professuren in Deutschland zeitlich begrenzt, zumeist auf fünf Jahre.

## Professuren an Hochschulen
Stiftungsprofessuren sind nach Angaben des Stifterverbandes aus der deutschen Hochschullandschaft kaum mehr wegzudenken. Ihre Zahl von derzeit über 800 geförderten Lehrstühlen an Hochschulen und Universitäten hat sich seit 2016 konstant gehalten. Davon waren 488 Professuren von der Wirtschaft und 318 Professuren von Stiftungen finanziert. Die Mehrzahl von ihnen befasst sich mit dem Bereich Wirtschaft und Industrie. Dabei sind Unternehmen die wichtigsten Förderer. Sie finanzieren allein rund 60 Prozent der Stiftungsprofessuren. Das Berufungsverfahren bei Stiftungsprofessuren kann sich vom üblichen Prozedere erheblich unterscheiden; zum Beispiel kann auf eine öffentliche Ausschreibung verzichtet werden.
Obwohl auch Stiftungen, Verbände oder Einzelpersonen eine Stiftungsprofessur einrichten können, gelten derzeit die Bereiche Gesundheit, Onkologie und Pflege als nur spärlich vertreten. Zur Verbesserung der seit Jahrzehnten geförderten Selbsthilfe bei Krebs hat die Deutsche Krebshilfe daher 2019 die erste Stiftungsprofessur Selbsthilfe-Forschung in der Bundesrepublik am Universitätsklinikum Freiburg gegründet und dafür rund 1,1 Millionen Euro Spendengelder für fünf Jahre bereitgestellt. Ziel ist nach Angaben der Initiatoren, eine hochwertige Selbsthilfeforschung aufzubauen und die Vernetzung der Selbsthilfe mit den Einrichtungen des professionellen medizinischen Versorgungssystems im Interesse der Kranken zu stärken. Zum Lehrstuhlinhaber wurde der Onkologe Joachim Weis berufen.